# 郭松林
郭松林（かく しょうりん、Guō Sōnglín、1833年 - 1880年）は、清末の軍人。字は子美。　
湖南省湘潭出身。1856年、曽国荃軍に属し、把総となり、江西省の救援に従軍する。江西省では石達開軍と戦い、1858年に吉安を落とすのに功績をあげ守備に抜擢された。1860年から安慶を包囲し、小池駅で陳玉成軍と戦った。1861年、安慶を陥落させ、遊撃に昇進し、バトゥルの称号を得た。その後、廬江など長江沿いの要衝を確保し、参将となった。
1861年、李鴻章が淮軍を率いて上海に赴くと、郭松林もそれに従った。李秀成と譚紹光と上海の西で戦い、太平天国軍10万を破った。翌年、太倉・昆山を陥落させ、総兵となった。その後、劉銘伝・周盛波とともに蘇州・無錫を奪回するのに貢献した。1864年、宜興・常州・湖州を次々と陥落させた。太平天国軍は江西省を経て、福建省に逃れたが、1865年に李鴻章は郭松林に兵5千をつけて海から応援に赴かせた。郭松林は漳州を落とし、太平天国軍は広東省嘉応に逃れて壊滅した。
1866年、曽国荃は捻軍との戦いに郭松林を派遣するが、郭松林は負傷し、弟の郭芳珍が戦死した。1867年11月、傷が癒えて戦線に復帰した。捻軍の幹部のうち、任柱はすでに戦死しており、残りの者は海沿いに南下していたが、劉銘伝とともに追撃し、頼文光を破り、范汝増らを戦死させた。頼文光はさらに南下したものの、揚州で捕らえられ、東捻軍は平定された。
1868年、西捻軍が北京をうかがうと潘鼎新とともに防衛にあたり、6月に沙河で捻軍を破り、張宗禹は水死して、西捻軍は平定された。
その後、湖北提督、直隷提督を歴任した。死後、武壮の諡号を贈られた。